# Lillsjön (Films socken, Uppland)
Lillsjön är en sjö i Östhammars kommun i Uppland och ingår i Norrströms huvudavrinningsområde. Sjön är 2,7 meter djup, har en yta på 0,122 kvadratkilometer och är belägen 38,9 meter över havet. Vid provfiske har abborre, braxen, gers och mört fångats i sjön.

## Delavrinningsområde
Lillsjön ingår i det delavrinningsområde (667734-161727) som SMHI kallar för Utloppet av Stordammen. Medelhöjden är 45 meter över havet och ytan är 31,61 kvadratkilometer. Det finns inga avrinningsområden uppströms utan avrinningsområdet är högsta punkten. Fyrisån som avvattnar avrinningsområdet har biflödesordning 3, vilket innebär att vattnet flödar genom totalt 3 vattendrag innan det når havet efter 149 kilometer. Avrinningsområdet består mestadels av skog (74 procent). Avrinningsområdet har 3,43 kvadratkilometer vattenytor vilket ger det en sjöprocent på 10,8 procent. Bebyggelsen i området täcker en yta av 0,17 kvadratkilometer eller 1 procent av avrinningsområdet.